# Список столиць Української Народної Республіки

Герб Української Народної Республіки

Столиці Української Народної Республіки — міста, в яких упродовж певних часових проміжків у 1917—1918 рр. містилися державні органи та центральний апарат Української Народної Республіки — керівництво Центральної Ради, Генеральний Секретаріат УНР, військові відомства, міністерство та Генеральний штаб Армії Української Народної Республіки, а протягом 1919—1921 рр. — Директорія УНР або вище політичне командування Республіки.
Список столиць Української Народної Республіки (1917—1921 рр.):
| Герб | Назва міста           | Часові рамки                                                                                        |
| ---- | --------------------- | --------------------------------------------------------------------------------------------------- |
|      | Київ                  | 20 листопада 1917 — 8 лютого 1918                                                                   |
|      | Житомир               | 8 лютого 1918 — 14 лютого 1918                                                                      |
|      | Сарни                 | 14 лютого 1918 — 24 лютого 1918                                                                     |
|      | Житомир               | 24 лютого 1918 — 9 березня 1918                                                                     |
|      | Київ                  | 9 березня 1918 — 5 лютого 1919                                                                      |
|      | Жмеринка              | грудень 1918; 10 — 15 червня 1920                                                                   |
|      | Вінниця               | 5 лютого 1919 — 6 березня 1919; травень — 9 червня 1920                                             |
|      | Проскурів             | 8—10 березня 1919 — 28— 29 березня 1919; 17—20 листопада 1919; 15 — 21 червня 1920                  |
|      | Кам'янець-Подільський | 11— 28 березня 1919; 14 червня— 16 листопада 1919; 21 червня— 9 липня 1920; вересень-листопад 1920; |
|      | Рівне                 | 31 березня 1919 — 5 травня 1919                                                                     |
|      | Станіслав             | квітень 1919 — травня 1919                                                                          |
|      | Тарнів (в екзилі)     | кінець 1920 — 1922                                                                                  |